# Adieu Afrique
Pour la chanson, voir Afrique adieu.
Pour plus de détails, voir Fiche technique et Distribution.
Adieu Afrique (Africa addio) est un documentaire mondo italien réalisé par Gualtiero Jacopetti et Franco Prosperi, sorti en 1966. Le film porte sur la fin de l'ère coloniale en Afrique.

## Synopsis
Le documentaire comporte des images de la révolution de Zanzibar, (massacre d'environ 5 000 Arabes en 1964), du dénouement du siège de Stanleyville au Congo, ainsi que de la révolte Mau Mau au Kenya.

### Séquence Zanzibar
Lors de la séquence montrant l'extermination des Arabes et des musulmans par les insurgés noirs dirigés par John Okello pendant la révolution de Zanzibar, les images prises d'un hélicoptère montrent des centaines de personnes traquées et tuées dans des camps clôturés, des cimetières, des fosses communes ou fuyant sur la plage.

La voix off commente ces événements en ces termes : 

« Okello a distribué 850 fusils qui sont mystérieusement arrivés sur l'île. La chasse aux Arabes est ouverte ! La propagande a informé les nouvelles générations que les Arabes sont une race maudite d'esclavagistes qui vendent des Africains aux marchands d'esclaves de la côte... il a bien sûr omis d'ajouter que tout cela s'est passé il y a dix siècles. Ces images sont le seul document existant sur ce qui s'est passé à Zanzibar entre le 18 et le 20 janvier 1964 : des villages entiers détruits, des camions chargés de cadavres. Ce sont des images inconfortables et embarrassantes pour tous : pour ceux qui aujourd'hui en Afrique, en répandant de fausses promesses, fomentent un nouveau racisme africain et pour ceux qui abandonnent l'Afrique à elle-même, dans la fausse modestie de l'ancien colonialisme, en autorise un nouveau qui se répand dans la misère et le sang. Regardons ces images, regardons-les avec pitié, mais surtout regardons-les avec honte ! »

Stanis Nievo a évité de justesse la mort à Zanzibar en filmant Africa addio. Il a été sauvé lorsqu'un soldat a trouvé son passeport italien et en a conclu qu'il n'était « pas blanc », c'est-à-dire britannique.

## Fiche technique
- Réalisation : Gualtiero Jacopetti et Franco Prosperi
- Producteur : Angelo Rizzoli
- Musique originale : Riz Ortolani
- Photographie : Antonio Climati
- Montage : Gualtiero Jacopetti et Franco Prosperi
- Pays :  Italie
- Langue : italien
- Genre : documentaire mondo
- Date de sortie : 
  -  Italie : 11 février 1966

## Distribution
- Sergio Rossi : narrateur
- Gualtiero Jacopetti : lui-même
- Jomo Kenyatta : lui-même
- Julius Nyerere : lui-même
- Moïse Tshombé : lui-même
- Richard Gordon Turnbull : lui-même
- Ian Yule : lui-même

## Bande originale
Le compositeur de la BO est Riz Ortolani, qui a écrit celle de Cette chienne de vie : Ti guardero nel cuore, avec la chanson More). Pour Africa addio, les paroles sont ajoutés au thème d'Ortolani. La chanson intitulée Qui peut dire ?, interprétée par Jimmy Roselli, n'est pas dans le film, mais figure sur l'album de la BO parue chez United Artists Records.

### Liste des morceaux
1. Who Can Say? (Jimmy Roselli) (02:40)
2. Africa addio (03:24)
3. I mercenari (02:17)
4. Il massacro di Maidopei (04:22)
5. Cape Town (02:02)
6. Prima del diluvio (03:18)
7. Le ragazze dell'oceano (03:55)
8. Verso la libertà (02:40)
9. Paradiso degli animali (01:58)
10. Il nono giorno (04:38)
11. Goodbye Mister Turnball (02:07)
12. Lo zebrino volante (02:05)
13. La decimazione (05:26)
14. Finale Africa addio (02:15)

## Réception

### À la sortie du film
À sa sortie en 1966, le film est indésirable dans le climat politique de l'époque,. Il est attaqué par les critiques de cinéma et les intellectuels anticolonialistes en termes cinglants comme une apologie rétrograde du colonialisme européen et comme étant un film inauthentique et raciste. Selon eux, le film défendrait l'idée que l'Afrique sans les puissances coloniales européennes reviendrait rapidement à une brutalité sanglante et primitive.
En Allemagne de l'Ouest, un mouvement de protestation contre le film, organisé principalement par des groupes d'étudiants africains et l'Union socialiste allemande des étudiants (SDS), voit le jour après qu'il a été sélectionné par la Filmbewertungsstelle Wiesbaden. À Berlin-Ouest, le distributeur retire le film des salles après une série de manifestations accompagnées de dommages aux cinémas. Aujourd'hui, ces protestations sont considérées comme étant le premier mouvement contre le racisme dans l'histoire allemande.

#### Polémiques et critiques
Une controverse surgit sur la question de savoir si toutes les séquences du film sont réelles ou si certaines ont été mises en scène ou reconstituées. Jacopetti affirme que toutes les images du film sont réelles et que rien n'a été organisé.
Dans le documentaire The Godfathers de Mondo, les co-réalisateurs déclarent que les seules scènes qu'ils ont organisées l'ont été sur le tournage de leur film de 1963 L'Incroyable Vérité.
Le critique de cinéma Roger Ebert, dans sa critique de 1967 de la version américaine (non autorisée) du film, cite plusieurs scènes qu'il trouve suspectes :
- Les Boers blancs quittant le Kenya dans des wagons à bétail pour retourner en Afrique du Sud. Ebert écrit que « les vrais Boers (il y en a quelques-uns parmi la population blanche  au Kenya, pour la plupart britannique) avaient probablement utilisé ces wagons pour le déménagement de leurs meubles et ont ensuite rejoint le Cap en avion. »
- Le film rapporte qu'un millier d'hippopotames ont été tués dans le fleuve Zambèze pour fournir de la nourriture, alors que la viande d'hippopotame n'est pas mangée dans cette région[7].

Ebert juge le film « raciste » et écrit qu'il diffame « un continent ». Il relève le commentaire d'ouverture où le narrateur affirme : 

« L'Europe a abandonné son bébé, juste au moment où il en a le plus besoin. Maintenant que les colonialistes ont quitté le continent qui a repris le flambeau ? Des "brutes, brutaux, sauvages modernes" ! »

#### Procès
Gualtiero Jacopetti a été accusé de meurtre et a été jugé en Italie au motif qu'une des exécutions qui apparaît dans le film aurait été mise en scène à la demande des réalisateurs. Il a été acquitté.

### Aujourd'hui
Au début du XXIe siècle, Africa addio refait surface à Zanzibar. Lors de la sortie du film, le gouvernement révolutionnaire avait interdit sa diffusion afin de contrôler l'interprétation de la révolution et de priver les opposants au régime de toute plate-forme idéologique. À la suite de la libéralisation politique et économique, le documentaire est à présent accessible sur Internet. La courte séquence sur les massacres de 1964 constitue pour nombre de Zanzibariens éduqués une preuve des violences raciales ayant eu lieu à cette époque.
Selon l'universitaire Mark Goodall, Adieu Afrique se rapproche parfois du cinéma colonial en dispensant un regard exoticisant et paternaliste sur son sujet.

## Versions
Le film a été diffusé dans plusieurs versions différentes. Les versions française et italienne ont été montées et commentées par Gualtiero Jacopetti.

### Versions italienne et anglaise
Des différences notables existent dans le commentaire entre les versions italienne et anglaise, et les défenseurs du film ont dénoncé le détournement du propos initial des cinéastes.
- Exemple : sous-titres de la séquence d'ouverture

Version italienne :

« L'Afrique des grands explorateurs, le vaste territoire de chasse et d'aventure, adorée par des générations entières d'enfants, a disparu pour toujours. Nous avons dit adieu à l'Afrique ancestrale, balayée et détruite par la vitesse vertigineuse du progrès. La dévastation, l'abattage, les massacres appartiennent à une Afrique nouvelle, une qui, si elle sort de ses ruines pour être plus moderne, plus rationnelle, plus fonctionnelle, plus consciente, sera méconnaissable.

En revanche, le monde court vers des temps meilleurs. La nouvelle Amérique s'est bâtie sur les cendres de quelques hommes blancs et les os de millions de bisons. La nouvelle Afrique ressuscitera sur les tombes de quelques hommes blancs, de millions d'hommes noirs et sur les immenses cimetières qui étaient autrefois ses réserves. Le mouvement enclenché est si moderne et récent qu'il n'y a pas de place au niveau moral pour en discuter.

Le but de ce film est de faire seulement notre adieu à la vieille Afrique, qui est en train de mourir et de confier à l'histoire la documentation de son agonie. »

Version anglaise :

« L'Afrique ancienne a disparu. Jungles inviolées, énormes troupeaux, grande aventure, chasse au sol, ce sont les rêves du passé. Aujourd'hui, il y a une nouvelle Afrique, moderne et ambitieuse.

La vieille Afrique meurt au milieu des massacres et des dévastations que nous avons filmés. Mais les révolutions, même les meilleures, ont leur côté sombre. L'Amérique a été construite sur les ossements de milliers de pionniers et de soldats révolutionnaires, des centaines de milliers d'Indiens et des millions de bisons. La nouvelle Afrique se bâtit sur les tombes de milliers de blancs et d'Arabes, des millions de noirs et sur les trous sombres de ce qui était autrefois les réserves. Ce que la caméra voit, elle le filme sans pitié, sans compassion, sans prendre parti. Juger, c'est à vous de le faire, plus tard.
Ce film fait seulement ses adieux à l'Afrique ancienne et donne au monde les images de son agonie. »

### Version américaine
La version sortie aux États-Unis en 1970, avec un titre volontairement provocateur, Afrique : sang et tripes (Blood and Guts), dure 83 minutes, dont plus de 45 minutes concernent exclusivement des scènes de carnage. Éditée et traduite sans leur approbation, cette version a été désavouée par Jacopetti et Prosperi.
Jacopetti a estimé que ce film était « une trahison de l'idée originale ».

### Autres versions
Au cours des années, différents montages du film ont été réalisés. IMDb donne une durée totale de 140 minutes ; une version « intégrale » est actuellement proposée en ligne via Google Video, d'une durée de 138 min 37 s. Il s'agit d'une version de base en langue italienne,  sous-titrée en anglais.
IMDb répertorie les différentes durées des précédentes versions :
- États-Unis – 122 min
- Norvège – 124 min
- Suède – 116 min

Une version en langue anglaise actuellement diffusée par Blue Underground dure 128 minutes. Une version R-rated dure 80 minutes.[réf. nécessaire]